# Clubiona ericius
Clubiona ericius là một loài nhện trong họ Clubionidae.
Loài này thuộc chi Clubiona. Clubiona ericius được Pater Chrysanthus miêu tả năm 1967.